# Bortom det synliga
Bortom det synliga – filmen om Hilma af Klint är en tysk dokumentärfilm om den svenska konstnären Hilma af Klint från 2019 av Halina Dyrschka. Filmen berättar historien om hur Hilma af Klints abstrakta målningar som legat undangömda långt efter hennes död först återupptäcks, sedan ignoreras för att slutligen få återupprättelse i konsthistorien som en av de första pionjärerna inom abstrakt måleri. 